# X-Men (anime)
Az X-Men (エックスメン; Ekkuszu Men; Hepburn: Ekkusu Men) japán animesorozat, amely a Marvel Entertainment és a Madhouse együttműködésével készült, a Marvel Anime sorozat harmadik tagjaként, a Vasember és Rozsomák után. A animét Kizaki Fuminori rendezte Hirota Micutaka forgatókönyve alapján, a zenéjét Takahasi Tecuja szerezte. A 12 részes sorozatot Japánban 2011. április 1. és június 24. között az Animax vetítette.
Magyarországon 2011. november 24. és 2012. december 29. között szintén az Animax sugározta, majd később az AXN Sci-Fi is műsorára tűzte.

## Cselekmény
X Professzor Cerebrójával valami oknál fogva Japánnak egy területén, a Tóhoku körzetben nem érzékeli a mutánsokat, mintha leblokkolták volna tőle azt a területet. A régi ismerőseitől segélyhívása érkezik, akiknek egyelőre a képességeire nem ébredt mutáns lányát, Icsiki Hiszakót elrabolták, sőt bejelentik neki, hogy sok mutánst raboltak el azon a területen a legutóbbi időben. X Professzor összehívja a Küklopszból, Rozsomákból, Viharból és Bestiából álló X-Ment, azonban Küklopsz, szerelme, Jean (Főnix) elvesztése miatt nem kíván csatlakozni hozzájuk. Miután Küklopszot sikerül felrázni, újra a szörnyű tragédiától szétzilált csapat élére áll, s X Professzor utasítására a csapat elindul Japánba.
Japánban a U-Men nevű szervezettel találkoznak, akik mutáns szervekből fejlesztik a sajátos emberi képességüket. Az elveszett mutánsok hátterében a U-Menek állnak. Végül az X-Menek a bázisukon megtalálják az elrabolt Hiszakót és Emma Frostot is, utóbbi a Belső Kör szolgája volt, tehát kegyetlen mutáns, de egy haláleset után kilépett közülük és azóta ifjú mutánsokon segít az erejük irányításában.
Küklopsz Emmát látta Jean háta mögött, amikor a szerelme berserkké változott, ezért rá akar támadni, de társai megállítják. A U-Men bázisát elhagyva a hősök egy újabb problémával találkoznak: a környéken sok mutáns esik át második mutáción és elveszítik az erejük feletti kontrollt és gyilkolásba kezdenek. Bestia ezt Damon Hall-szindrómának nevezi, és elkészít rá egy ellenszert. A térségben a U-Men újra aktivizálja magát, azonban nem csupán egyedül. Valami kellemetlen dolog még mindig folytatódik ott. Hiszako és Emma is csatlakozik az X-Menhez, a csapat újból kutatni kezd Tóhokuban. A szindróma túl gyakori feltűnésének okát keresik.

## Szereplők

Balról jobbra: Rozsomák, Küklopsz, Jean (hátul), X Professzor (elöl), Vihar, Bestia

| Szereplő                      | Japán hang         | Angol hang        | Magyar hang                       |
| ----------------------------- | ------------------ | ----------------- | --------------------------------- |
| Charles Xavier / X Professzor | Hori Kacunoszuke   | Cam Clarke        | Horányi László                    |
| Scott Summers / Küklopsz      | Morikava Tosijuki  | Scott Porter      | Varga Rókus                       |
| Logan / Rozsomák              | Kojama Rikija      | Steven Blum       | Sinkovits-Vitay András            |
| Ororo Munroe / Vihar          | Hiszakava Aja      | Danielle Nicolet  | Németh Borbála                    |
| Dr. Hank McCoy / Bestia       | Tanaka Hidejuki    | Fred Tatasciore   | Bácskai János                     |
| Emma Frost                    | Jamagata Kaori     | Ali Hillisg       | Ősi Ildikó                        |
| Icsiki Hiszako / Páncél       | Tamura Jukari      | Stephanie Sheh    | Talmács Márta                     |
| Jason Wyngarde / Agymester    | Dzsó Haruhiko      | Travis Willingham | Welker Gábor                      |
| Jean Grey / Főnix             | Hino Jurika        | Jennifer Hale     | Zakariás Éva                      |
| Jake                          | Nisi Rintaró       | N/A               | Galambos Péter                    |
| Szaszaki Jui                  | Szakakibara Josiko | Gwendoline Yeo    | Náray Erika                       |
| Szaszaki Takeo                | Abe Acusi          | Steve Staley      | Czető Ádám, Boldog Gábor (gyerek) |

## Zene
Az X-Men nyitótémája a Reassembly, zárótémája pedig a Fighting for Justice, Fighting for All Takahasi Tecuja előadásában.

## Epizódok
| #  | Epizód címe | Első japán sugárzás | Első magyar sugárzás |
| -- | --- | ------------------- | -------------------- |
| 1  | Visszatérés The Return - Súkecu (The Return - 集結; Hepburn: The Return - Shūketsu)                                      | 2011. április 1.    | 2011. november 24.   |
| 2  | Mutánsvadászat U-Men - Mjútanto gari (U-Men - ミュータント探り; Hepburn: U-Men - Myūtanto gari)                          | 2011. április 8.    | 2011. november 24.   |
| 3  | Ébredés Armor - Kakuszei (Armor - 覚醒; Hepburn: Armor - Kakusei)                                                        | 2011. április 15.   | 2011. december 1.    |
| 4  | Másodlagos mutáció Transformation - Nidzsi hensicu (Transformation - 二次変質; Hepburn: Transformation - Niji henshitsu) | 2011. április 22.   | 2011. december 1.    |
| 5  | Egység Power - Kesszoku (Power - 結束; Hepburn: Power - Kessoku)                                                         | 2011. május 6.      | 2011. december 8.    |
| 6  | Összecsapás Conflict - Gekiszen (Conflict-激戦; Hepburn: Conflict - Gekisen)                                             | 2011. május 13.     | 2011. december 8.    |
| 7  | Döbbenet Betrayal - Sógeki (Betrayal-衝撃; Hepburn: Betrayal - Shōgeki)                                                  | 2011. május 20.     | 2011. december 15.   |
| 8  | Előjelek Lost - Jocsó (Lost-予兆; Hepburn: Lost - Yochō)                                                                 | 2011. május 27.     | 2011. december 15.   |
| 9  | Agymester Revelations - Anjakusa (Revelations-暗躍者; Hepburn: Revelations - Anyakusha)                                  | 2011. június 3.     | 2011. december 22.   |
| 10 | Igazság Countdown - Sindzsicu (Countdown-真実; Hepburn: Countdown - Shinjitsu)                                           | 2011. június 10.    | 2011. december 22.   |
| 11 | A vég Revenge - Súmacu (Revenge-終末; Hepburn: Revenge - Shūmatsu)                                                       | 2011. június 17.    | 2011. december 29.   |
| 12 | Kötelék Destiny - Kizuna (Destiny-絆)                                                                                    | 2011. június 24.    | 2011. december 29.   |